# صلاح فضل
محمد صلاح الدين عبد السميع فضل (21 مارس 1938- 10 ديسمبر 2022) أستاذ جامعي، وكاتب، ومترجم مصري. شغل العديد من المناصب التعليمية وغير تعليمية في مصر وخارجها. فعمل كمعيد في جامعة القاهرة، وجامعة الأزهر، وجامعة عين شمس في مصر، والجامعة الوطنية المستقلة في المكسيك وكلية المكسيك في إسبانيا، بالإضافة إلى جامعة صنعاء في اليمن والبحرين. من المناصب الأخرى غير التعليمية التي شغلها الدكتور فضل تتضمن ترأسه تحرير مجلة المعهد المصري للدراسات الإسلامية في مدريد، وترأسه قسم اللغة العربية في جامعة عين شمس، وغيرها من مساهماته لمجلس المجمع ومساهمات اكاديمية أخرى. وبفضل مؤلفاته العديدة والمتفرعة في مجال الأدب، تمكن فضل من إثراء اتجاهات الباحثين ورؤاهم.

## سيرة
ولد صلاح فضل بقرية شباس الشهداء بمركز دسوق في محافظة كفر الشيخ شمال الدلتا في 21 مارس عام 1938. اجتاز المراحل التعليمية الابتدائية والثانوية بالمعاهد الأزهرية. وفي العام 1962، حصل على ليسانس من كلية دار العلوم التابعة لجامعة القاهرة. أوفد في بعثة للدراسات العليا بإسبانيا وحصل على دكتوراه الدولة في الآداب من جامعة مدريد المركزية عام 1972.

## نشاطه التعليمي والثقافي
شغل فضل العديد من المناصب التعليمية خلال مسيرته المهنية؛ فعمل معيداً في كلية دار العلوم منذ تخرجه عام 1965م حتى العام 1972م.
وأثناء فترة بعثه إلى إسبانيا، تولى مناصب متعددة في الجامعة الوطنية المستقلة في المكسيك، فعمل مدرساً للأدب العربي والترجمة بكلية الفلسفة والآداب منذ العام 1968 حتى العام 1972، وأنشأ قسم اللغة العربية وآدابها عام 1975، ورُشح لمرتبة أستاذ شرفي لقسم للدراسات العليا بالجامعة.
علاوة على ذلك، عمل أستاذاً زائراً بكلية المكسيك للدراسات العليا منذ العام 1974 حتى العام 1977.
تولى فضل منصبين في المعهد المصري للدراسات الإسلامية في مدريد في إسبانيا منذ العام 1980 حتى 1985، فعمل مديراً له أولاً، وترأس تحرير المجلة التي يصدرها المعهد ثانياً.
بعد عودته من إسبانيا، عمل أستاذًا للأدب والنقد بكُلِّيتي اللغة العربية والبنات بجامعة الأزهر، وأستاذًا للنقد الأدبي والأدب المقارن بكلية الآداب بجامعة عين شمس. كذلك عمل أستاذاً زائراً خارج مصر، وذلك في جامعة صنعاء في اليمن والبحرين حتى العام 1994.
تولى فضل مناصب غير تعليمية أيضًا، فأثناء فترة عمله كمدرس في الجامعة الوطنية، وذلك تحديداً منذ العام 1968 حتى العام 1972، تعاقد مع المجلس الأعلى للبحث العلمي في إسبانيا للمساهمة في إحياء تراث ابن رشد الفلسفي ونشره. وعندما رجع إلى مصر، ترأس قسم اللغة العربية في جامعة عين شمس، وذلك منذ العام 1979.
انتدب عميداً للمعهد العالي للنقد الفني بأكاديمية الفنون في مصر منذ العام 1985 حتى العام 1988، ومستشاراً ثقافياً لمصر.
كما كان لفضل نشاط مجمعي ملحوظ؛ فهو عضو في لجنة الاقتصاد، ومقرر للجنة الأدب، وصاحب مشروع يعمل على تطوير العمل بالمجمع وتوسيع دائرة نشاطه ونشر رسالته، وقدم هذا المشروع إلى مجلس المجمع من أجل الموافقة عليه.
ترأس مجلس إدارة الهيئة العامة لدار الكتب والوثائق القومية في الفترة من 8 يناير 2002 إلى 20 مارس 2003. اختير أستاذاً شرفياً للدراسات العليا بجامعة مدريد المستقلة، وعضواً شرفياً بالجمعية الأكاديمية التاريخية الإسبانية. وهو مستشار مكتبة الإسكندرية منذ 2003، وانتُخب عضواً بمجمع اللغة العربية في السنة نفسها، والمجمع العلمي المصري في 2005.
ساعد فضل بإثراء المكتبة العربية من خلال إصدار مؤلفات متعددة وفي شتى المجالات، من بينها الأدب والنقد الأدبي والأدب المقارن. وبفضل اصداراته، أُثريت رؤى الباحثين في مجال الشعر والمسرح والرواية.

## مؤلفاته
قدم قضل مؤلفات في مجال النقد الأدبي نذكر منها: حواريات في الفكر الأدبي، نبرات الخطاب الشعري، جماليات الحرية في الشعر، ولذة التجريب الروائي.
من بين المؤلفات التي نشرها فضل في مجال الأدب التالي:

### كتب أدبية
- «من الرومانث الإسباني: دراسة ونماذج»، الهيئة المصرية العامة للكتاب، القاهرة، 1974.
- «منهج الواقعية في الإبداع الأدبي»، دار المعارف، القاهرة، 1978.
- «نظرية البنائية في النقد الأدبي»، دار الشروق للنشر والتوزيع، القاهرة، 1978.
- «تأثير الثقافة الإسلامية في الكوميديا الإلهية لدانتي»، دار الشروق للنشر والتوزيع، القاهرة، 1980.
- «علم الأسلوب مبادئه وإجراءاته»، دار الشروق للنشر والتوزيع، القاهرة، 1984.
- «إنتاج الدلالة الأدبية»، مؤسسة مختار للنشر والتوزيع، القاهرة، 1987.
- «ملحمة المغازي الموريسكية»، منشورات الربيع، القاهرة، 1988.
- «شفرات النص: دراسة سيميولوجية في الشعرية القص والقصيد»، بتانة للنشر والتوزيع، القاهرة، 1989.
- «ظواهر المسرح الإسباني»، الهيئة المصرية العامة للكتاب، القاهرة، 1992.
- «أساليب السرد في الرواية العربية»، دار المدى للثقافة والنشر، بغداد، 1993.
- «بلاغة الخطاب وعلم النص»، المجلس الوطني للثقافة والفنون والآداب، مدينة الكويت، 1992.[11]
- «أساليب الشعرية المعاصرة»، دار الآداب للنشر والتوزيع، بيروت، 1995.
- «أشكال التخيل، من فتات الحياة والأدب»، الشركة المصرية العالمية للنشر، الجيزة، 1995.
- «مناهج النقد المعاصر»، دار أطلس للنشر والإنتاج الإعلامي، القاهرة، 1996.
- «قراءة الصورة وصور القراءة»، دار الشروق للنشر والتوزيع، القاهرة، 1996.
- «عين النقد»، دار الشروق للنشر والتوزيع، القاهرة، 1997.
- «نبرات الخطاب الشعري»، مكتبة الأسرة، 1998.
- «تكوينات نقدية ضد موت المؤلف»، الدار المصرية اللبنانية، القاهرة، 2000.
- «شعرية السرد»، الدار المصرية اللبنانية، القاهرة، 2002.
- «تحولات الشعرية العربية»، الهيئة المصرية العامة للكتاب، القاهرة، 2002.
- «الإبداع شراكة حضارية»، الهيئة العامة لقصور الثقافة، القاهرة، 2003.
- «وردة البحر وحرية الخيال الأنثوي: رحلة في شعر سعاد الصباح»، دار الجميل للنشر والتوزيع والإعلام، القاهرة، 2004.
- «حواريات في الفكر الأدبي»، دار آفاق للنشر والتوزيع، القاهرة، 2004.
- «جماليات الحرية في الشعر»، دار أطلس للنشر والإنتاج الإعلامي، القاهرة، 2005.
- «لذة التجريب الروائي»، دار أطلس للنشر والإنتاج الإعلامي، القاهرة، 2005.
- «وثائق الأزهر.. ما ظهر منها وما بطن»، دار بدائل للطبع والنشر والتوزيع، الجيزة، 2017.[12]

### ترجماته
ومن بين المسرحيات الإسبانية التي ترجمها التالي:
- «الحياة حلم» للكاتب بيدرو كالديرون دي لا باركا (العنوان الأصلي: الحياة حلم)، 1978.
- «نجمة أشبيلية» للكاتب لوبي دي فيغا، وزارة الإعلام، مدينة الكويت، 1979.
- «القصة المزدوجة للدكتور بالمي» للكاتب أنطونيو بويرو باييخو (بالإسبانية: La doble historia del doctor Valmy)‏، وزارة الإعلام، مدينة الكويت، 1974.
- «حلم العقل للكاتب أنطونيو بويرو باييخو، وزارة الإعلام، مدينة الكويت، 1975.
- «أسطورة دون كيشوت» للكاتب أنطونيو بويرو باييخو، وزارة الإعلام، مدينة الكويت، 1979.
- «وصول الآلهة» للكاتب أنطونيو بويرو باييخو، الهيئة المصرية العامة للكتاب، القاهرة، 1977.

## مساهمات أخرى

### النشاطات الأكاديمية
- المشاركة في اللجنة التنفيذية العليا لمؤتمر المستشرقين الذي عقد في المكسيك، 1975.
- المشاركة في تأسيس مجلة «فصول» للنقد الأدبي، وعمل نائباً لرئيس تحريرها على فترات متفاوتة، 1980-1990.
- اختير عضوا شرفيا بالجمعية الأكاديمية التاريخية الأسبانية.
- المشاركة في تأسيس الجمعية المصرية للنقد الأدبي وعمل رئيسًا لها منذ 1989.
- شغل منصب عضو المجلس الأعلى للثقافة والإعلام بالمجالس القومية المتخصصة.
- شغل منصب عضو شعبتي الثقافة والأدب.
- شغل منصب عضو اللجنة العلمية العليا لترقية الأساتذة في الجامعات المصرية.
- شغل منصب رئيس اللجنة العلمية لموسوعة أعلام علماء وأدباء العرب والمسلمين بالمنظمة العربية للتربية والثقافة والعلوم.
- شغل منصب مستشار مكتبة الإسكندرية، 2003.
- انتخابه عضواً في المجمع العلمي المصري، 2005.
- انتخابه عضواً في مجمع اللغة العربية في المكان الذي خلا بوفاة الدكتور بدوي طبانة، 2003.
- الإشراف على مجموعة من السلاسل في الهيئة المصرية العامة للكتاب، مثل: دراسات أدبية، ونقاد الأدب.
- المساهمة في إقامة عدد من المؤتمرات العلمية والنقدية، وإدارتها في مصر وإسبانيا والبحرين
- المشاركة في الملتقيات العلمية العربية.

## جوائزه
- جائزة عبد العزيز سعود البابطين للإبداع في مجال نقد الشعر- الدورة الخامسة ( دورة أحمد مشاري العدواني) أبوظبي 28 - 31 من أكتوبر 1996م.[6][13]
- جائزة الدولة التقديرية في الآداب، 1999، بالاشتراك مع: ادوار الخراط ومحمود محمد فهمي حجازي [6][14]
- جائزة سلطان بن علي العويس - الدورة الرابعة عـشرة: 2014 – 2015 - عن: الدراسات الأدبية والنقد[15]

## آراء عن الكاتب
يقول عضو مجلس المجمع، الدكتور محمد حسن عبد العزيز:
”يتميز الناقد والدكتور صلاح فضل بدرايته الجيدة بفنون الأدب العربي، ولغته الفصيحة الرشيقة، التي تبرز خاصة في مقالاته الأسبوعية المنشورة في جريدة الأهرام. كما أيضاً اجتهد بمتابعة ما ينتجه الأدباء من شعر وقصة ومسرحية، وبمعايشة كل الإتجاهات الأدبية العالمية والتيارات الأدبية النقدية“.

## وفاته
فارق صلاح فضل الحياة في 10 ديسمبر/كانون الأول 2022، في القاهرة.

وقد نعى مجمع اللغة العربية بالقاهرة، رئيسه الموسوعي الناقد الدكتور صلاح فضل، وأوضح المجمع في بيان له: 
«إن فقيد الفكر والأدب والمجمع الدكتور صلاح فضل، صاحب مسيرة علمية حافلة بالعطاء والإنجاز، فهو ناقد أدبي بصير بفنون الأدب العربي والأدب المقارن ونظرية الأدب ومناهج النقد الحديث، ومترجم».
ونعت وزيرة الثقافة المصرية الدكتورة نيفين الكيلاني الناقد فضل، وقالت:
"إن مصر والأمة العربية فقدت علمًا من أعلام الأدب والنقد، أثرى المكتبة العربية بعشرات المؤلفات والترجمات، وترك ميراثًا علميًا خالدًا… إن للغة العربية حراسًا حافظوا عليها وأبدعوا بفنونها من هؤلاء الراحل صلاح فضل".